# Lico (architektura)

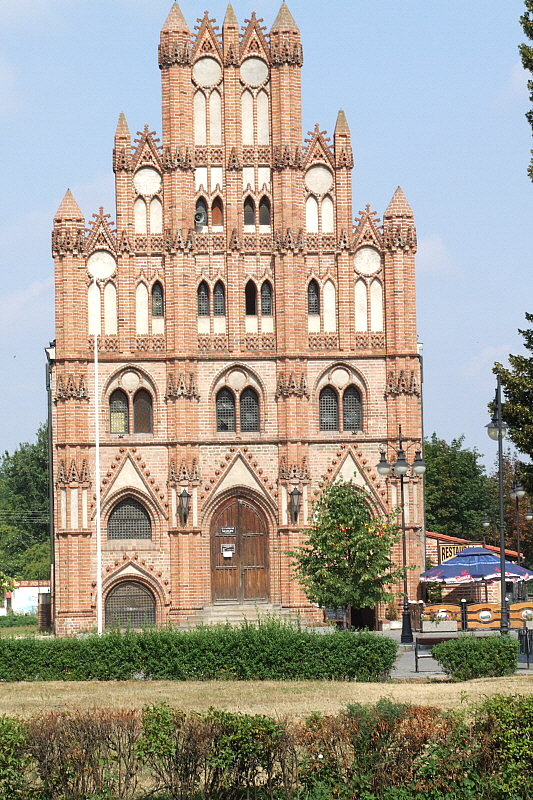
Lico ratusza w Chojnie, Polska

Lico – jest to frontowa część muru, cokołu lub elewacji budynku wraz ze wszystkimi występującymi na niej elementami zdobiącymi.